# Chambre de commerce et d'industrie de Saint-Étienne / Montbrison
La chambre de commerce et d'industrie de Saint-Étienne / Montbrison est l'une des deux anciennes CCI du département de la Loire. Son siège était situé à Saint-Étienne, au 57, cours Fauriel. Elle possédait une antenne à Montbrison.
Le 1er janvier 2016, la CCI Saint-Étienne / Montbrison a fusionné avec la CCI de Lyon et la CCI de Roanne Loire Nord pour former la chambre de commerce et d'industrie Lyon Métropole Saint-Etienne Roanne.
Elle faisait partie de la chambre régionale de commerce et d'industrie Rhône-Alpes.

## Missions
C'était un établissement public placé sous la double tutelle du ministère de l'Industrie et du ministère des PME, du Commerce et de l'Artisanat comme toutes les CCI.
La CCI de Saint-Étienne / Montbrison représentait auprès des pouvoirs publics les intérêts du 17000 entreprises de commerce, de l’industrie et des sociétés de service des arrondissements de Saint-Étienne et de Montbrison. Elle formulait des propositions sur les questions de politique économique, d’infrastructures et d’équipements et assure la gestion de certains équipements publics.

## Service aux entreprises
- Centre de formalités des entreprises
- Consultation de fichiers d'entreprises et d'études économiques
- Assistance technique au commerce : créer, développer, transmettre son commerce
- Assistance technique à l'industrie et aux entreprises de service : conseil dans les domaines de l'innovation, du développement à l'international, de la réglementation, de la formation, etc.
- Point A (apprentissage).
- Les commerçants et prestataires de services du département de la Loire peuvent rejoindre les plateformes mises en place par la CCI pour développer l’attractivité du commerce local.

## Gestion d'équipements
- Aéroport de Saint-Étienne - Bouthéon ;
- Banc officiel d'épreuves pour les armes et les munitions.

## Centres de formation
- École supérieure de commerce de Saint-Étienne ;
- CCI Formation.

## Historique
La chambre de commerce est fondée le 10 mars 1833. Elle crée l'École supérieure de commerce de Saint-Étienne en 1963 et ouvre une antenne à Montbrison en 1984.
Le 1er janvier 2016, elle fusionne avec les chambres de commerce et d'industrie de Lyon et de Roanne Nord Loire pour former la CCI Lyon Métropole Saint-Étienne Roanne.

## Liste des présidents
| Période   | Nom                       |
| --------- | ------------------------- |
| 1833-1839 | Joseph Tézenas du Montcel |
| 1840-1841 | Jean-Baptiste David       |
| 1841-1844 | Henry Palliard            |
| 1844-1847 | Claude Peyret-Gerin       |
| 1847-1856 | Camille de Rochetaillée   |
| 1857-1860 | Auguste Faure             |
| 1860-1865 | Félix de Bouchaud         |
| 1866-1872 | Henri Palluat de Besset   |
| 1872-1875 | Christophe Faure-Belon    |
| 1876-1881 | Claudius Gérentet         |
| 1882-1887 | Jules Euverte             |
| 1888-1908 | Adrien de Montgolfier     |
| ...       | ...                       |
| 1995-2004 | André Laurent             |
| 2004-2015 | André Mounier             |

## Pour approfondir